# Ульві Баджарані
Ульві Баджарані (азерб. Ülvi Bacarani; нар. 27 січня 1995, Баку) – азербайджанський шахіст, гросмейстер від 2013 року.

## Шахова кар'єра
З шахами познайомився в п'ять років. Першого розряду (рейтинг Ело 2000) досягнув два роки по тому тому, у десять років отримав звання майстра ФІДЕ, 2010 року – звання міжнародного майстра, а 2013-го – гросмейстера. Тренером Баджарані є його батько Ільдар, який має звання міжнародного майстра.
Досягнення
- 2005 – чемпіонат Європи серед юніорів до 10 років – срібна медаль
- 2005 – чемпіонат світу серед юніорів до 10 років – бронзова медаль
- 2006 – чемпіонат Європи серед юніорів до 12 років – бронзова медаль
- 2007 – чемпіонат Європи серед юніорів до 12 років – срібна медаль

Гросмейстерські норми виконав у роках: 2010 (Москва, турнір Аерофлот опен–A2) та 2011 (у Москві та Баку), однак на визнання гросмейстером довелося чекати до листопада 2013 року, оскільки лише тоді його рейтинг досягнув 2500 очок, що є однією з умов отримання цього титулу.
Найвищий рейтинг Ело в кар'єрі мав станом на 1 листопада 2013 року, досягнувши 2500 очок займав тоді 13-те місце серед азербайджанських шахістів.

## Зміни рейтингу
| На цьому місці має відображатися графік чи діаграма, однак з технічних причин його відображення наразі вимкнено. Будь ласка, не видаляйте код, який викликає це повідомлення. Розробники вже працюють для того, щоби відновити штатне функціонування цього графіка або діаграми. | |
| | На цьому місці має відображатися графік чи діаграма, однак з технічних причин його відображення наразі вимкнено. Будь ласка, не видаляйте код, який викликає це повідомлення. Розробники вже працюють для того, щоби відновити штатне функціонування цього графіка або діаграми. |